# Little Venice
51°31′18″N 0°10′56″V / 51.52167°N 0.18222°V
Little Venice er et kvarter i det centrale London, i distriktet City of Westminster. Det er placeret i krydset mellem Grand Union Canal og Regents Canal.